# Трудовая служба (Венгрия)

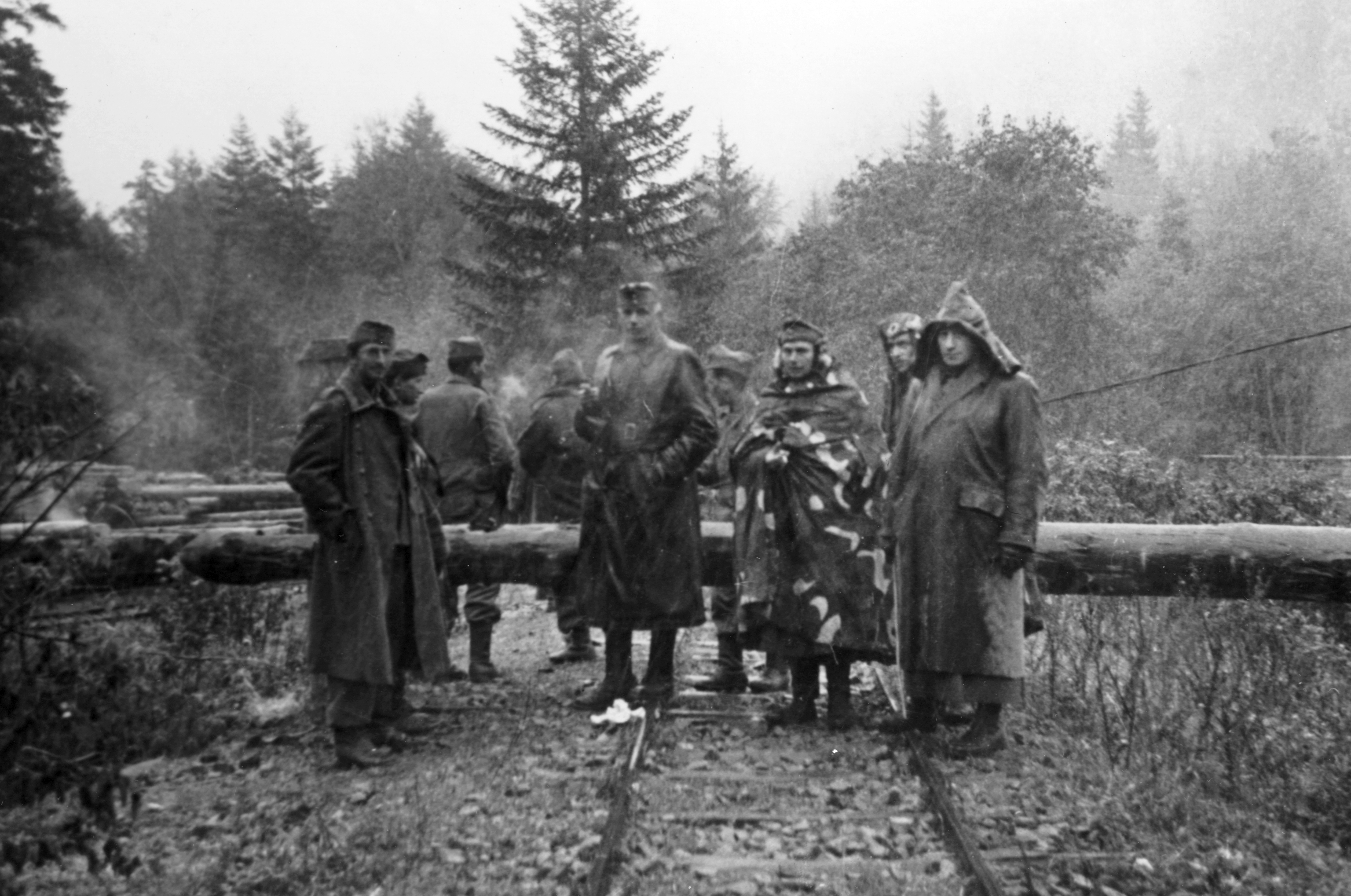
Подразделение Трудовой службы около венгерско-румынской границы, 1941 год

Трудова́я слу́жба (венг. Munkaszolgálat) — принудительный труд в Венгрии в период Второй мировой войны, который исполняли «неблагонадёжные» мужчины, не имеющие права служить в армии. В основном это были евреи, которым, по венгерским законам, принятым режимом Хорти, запрещалась служба в вооруженных силах.
Изначально называлась «Трудовая служба для населения» (венг. Közérdekű Munkaszolgálat), позднее «Вспомогательная трудовая служба» (венг. Kisegítő Munkaszolgálat, KMSZ).
К 1941 году трудовая служба превратилась в антисемитский институт на основе расовой дискриминации. Часть призванных на трудовую службу в составе так называемых «трудовых батальонов» были отправлены в 1941—1942 годы на оккупированную Украину. Десятки тысяч членов трудовых батальонов, отправленных на Восточный фронт, погибли. Также погибли тысячи евреев, отправленных на принудительные работы в Югославию и на венгерско-австрийскую границу в 1943—1945 годы, число жертв пополнили также попавшие из трудовых батальонов в советский плен. Согласно официальной позиции израильского Мемориального комплекса истории Холокоста «Яд ва-Шем», члены трудовых батальонов считаются жертвами Холокоста.

## Дискриминация евреев в предвоенной Венгрии
В Венгрии с 1920 года существовал авторитарный режим Миклоша Хорти, с установлением которого в политической жизни страны появились элементы антисемитизма. Уже в 1920 году была установлена процентная норма (numerus clausus) для ограничения количества лиц еврейской национальности среди принятых в университеты, которая стала первым в Европе межвоенного периода ярко выраженным антисемитским законом.
Проводить последовательную антисемитскую политику режим Хорти начал с 1938 года после окончательного политического сближения с нацистской Германией. Законы, принятые в Венгрии в 1939—1941 гг. по образцу Нюрнбергских законов, сделали венгерских евреев гражданами второго сорта. Закон определял еврейство как расу, а не как религию, что меняло статус евреев, принявших ранее христианство. Среди прочего, эти законы запрещали смешанные браки между евреями и неевреями и исключали евреев из полноправного участия в различных профессиях. Законы также запрещали приём евреев на государственную службу и ограничивали их возможности в экономической жизни. Все трудоспособные евреи-мужчины в возрасте 20-48 лет должны были быть задействованы в принудительных работах.
Сама концепция трудовой повинности для «политически неблагонадёжных» базировалась на так называемой «сегедской идее», которая ставила целью создание ультраконсервативного, антибольшевистского, христианского национального государства и включала возвращение утраченных в ходе Первой мировой войны территорий Венгрии. Органичной частью этой идеи был антисемитизм, поскольку евреи отождествлялись с большевизмом. Ещё осенью 1919 года военные предлагали планы по распределению «политически неблагонадёжных мужчин» призывного возраста в специальные подразделения, называемые «трудовыми отрядами» (венг. munkasosztagok) или «трудовыми формированиями» (венг. munkdsalakulatok). Эти планы предвосхитили практику, реализованную в годы Второй мировой войны.

## Создание трудовой службы
Трудовая повинность в Венгрии в период Второй мировой войны была основана на статье 230 закона «О национальной обороне», вступившего в силу с 1 июля 1939 года. В отличие от других европейских стран, где различные формы систем принудительного и рабского труда обычно были организованы министерствами внутренних дел или местными органами власти, венгерская система была исключительно военной и управлялась Министерством обороны.
Основными целями системы трудовой повинности были указаны:
- обучение или переподготовка молодежи в соответствии с их способностями;
- призыв на службу для удовлетворения потребностей вооруженных сил и Министерства обороны;
- использование для любой другой работы, представляющей общественный интерес, с одобрения Министерства.

Закон не был детально проработан, его толкование и применение было оставлено на усмотрение Министерства обороны. В соответствии с постановлением правительства от 12 мая 1939 года министр обороны осуществлял верховное командование лагерями трудовой повинности через национального суперинтенданта Венгерской государственной службы труда (венг. A Közérdekű Munkaszolgálat Országos Felügyelője, KMOF). Назначение на этот пост производилось главой государства по рекомендации министра. Эта система существовала до капитуляции Венгрии 7 мая 1945 года. Изначально закон не носил дискриминационного характера, поскольку призванные на трудовую службу по содержанию и оплате приравнивались к военнослужащим. Однако он был нацелен на исключение из собственно вооруженных сил «неблагонадёжных» меньшинств.
На момент обсуждения применения закона в Министерстве обороны в вооруженных силах общей численностью 102 007 человек, включали 2292 еврея, или 2,4 %. В мае 1939 года Министерство обороны приняло решение, что офицеры на действительной службе и их супруги должны были доказать, что все четверо их бабушек и дедушек были христианами, для унтер-офицеров это касалось только родителей. Отставным офицерам и офицерам резерва еврейского происхождения было разрешено сохранить звания, но они не могли привлекаться к решению боевых задач при возвращении на службу. 23 сентября была издана инструкция министра обороны со ссылкой на статью 5 Второго еврейского закона. По этой инструкции ни один еврей не мог получить звание офицера или унтер-офицера. Евреи, признанные годными для ношения оружия, должны были быть пропорционально распределены между боевыми частями, а непригодные — направлены в специальные трудовые отряды. При любых обстоятельствах евреи не имели права служить в разведывательных подразделениях, выполнять офисную, канцелярскую или курьерскую работу.

## Деятельность трудовой службы и усиление дискриминации
Принудительная вербовка в отряды трудовой службы началась в июле 1939 года. С осени 1940 года вместо военной службы все евреи-новобранцы направлялись исключительно в эти отряды. Будущий «трудармеец» проходил на призывном пункте обычный медосмотр, после чего его направляли в «трудовой батальон». Трудовые батальоны комплектовались под юрисдикцией командования восьми существовавших армейских корпусов. В штабе батальона новобранцев группировали в роты от 200 до 250 человек. Каждая рота находилась под командованием офицера, обычно в звании лейтенанта или старшего лейтенанта. Вооруженную охрану осуществляли от 8 до 10 унтер-офицеров. К офицерам служащие должны были обращаться по воинскому званию, к охранникам — «господин инструктор».
По оценкам Министерства обороны, из 90 тысяч призывников примерно 20 тысяч были пригодны для трудовой службы. Из них 6 тысяч годились для работы в промышленности, остальные — для «общих работ». Трудовые батальоны работали на вырубке леса, прокладке и ремонте дорог, строительстве аэропортов, осушении заболоченных земель и изредка на сезонных сельскохозяйственных работах. Условия труда и общее положение рабочих были терпимыми. Большинство привлеченных к принудительным работам составляли евреи. Кроме евреев, на такие работы выборочно отправляли представителей других национальных меньшинств (румын, сербов, русинов) и «политических неблагонадежных» граждан, а также «Свидетелей Иеговы».
Начало Второй мировой войны и успехи вермахта осенью 1939 и весной 1940 убедили венгерский Генштаб в том, что Германия выиграет войну. Это стимулировало усиление антиеврейской дискриминации в том числе в отношении трудовой службы. В разгар венгерско-румынского кризиса 1940 года из-за Трансильвании Министерство обороны 23 августа 1940 года издало секретный приказ, по которому призыву на трудовую службу подлежали евреи в возрасте до 60 лет. После аннексии Северной Трансильвании ситуация стала ещё хуже. Правительство Венгрии всё больше ориентировалось на нацистскую Германию и подражало их антиеврейской политике. Министерство обороны и особенно Генеральный штаб занимали последовательную радикально антиеврейскую позицию, предлагая меры даже более жёсткие, чем предусматривались принимаемыми антиеврейскими законами.
К 1941 году трудовая служба превратилась в антисемитский институт на основе расовой дискриминации. Члены еврейских трудотрядов были выделены в специальные формирования и отделены от других «неблагонадёжных». Свою службу они несли без оружия, большей частью с лопатами, кирками, ломами в руках, в собственной гражданской одежде, и обязаны были носить специальные отличительные знаки. Иудеи были обязаны носить жёлтую повязку на левом предплечье, а евреи, принявшие христианство, — белую повязку. Не дожидаясь принятия очередного антисемитского закона, Министерство обороны приняло решение узаконить дискриминационную практику с опорой на статью 141 закона II:1939, которая давала правительству чрезвычайные полномочия во время войны или её угрозы. С согласия Министерства юстиции был подготовлен и 16 апреля 1941 года принят Указ № 2870/1941, подписанный премьер-министром Ласло Бардоши. Согласно приказу Министерства обороны № 27 300 от 19 августа 1941 года, евреи должны были служить не менее 2 лет, а еврейские офицеры были лишены своих званий и те, кто ещё нёс службу, направлялись в те же трудовые подразделения рядовыми. В их новых удостоверениях стоял штамп «Zs» (венг. Zsido, «еврей»). В 1942 году в поправке к «Закону об обороне» было сказано, что трудовая повинность «не достойна ни венгра, ни молодого человека с христианским мышлением».
Общее количество призванных на эту службу историк Кристиан Унгвари оценивает в 120—150 тысяч человек

## Трудовые батальоны на оккупированных территориях

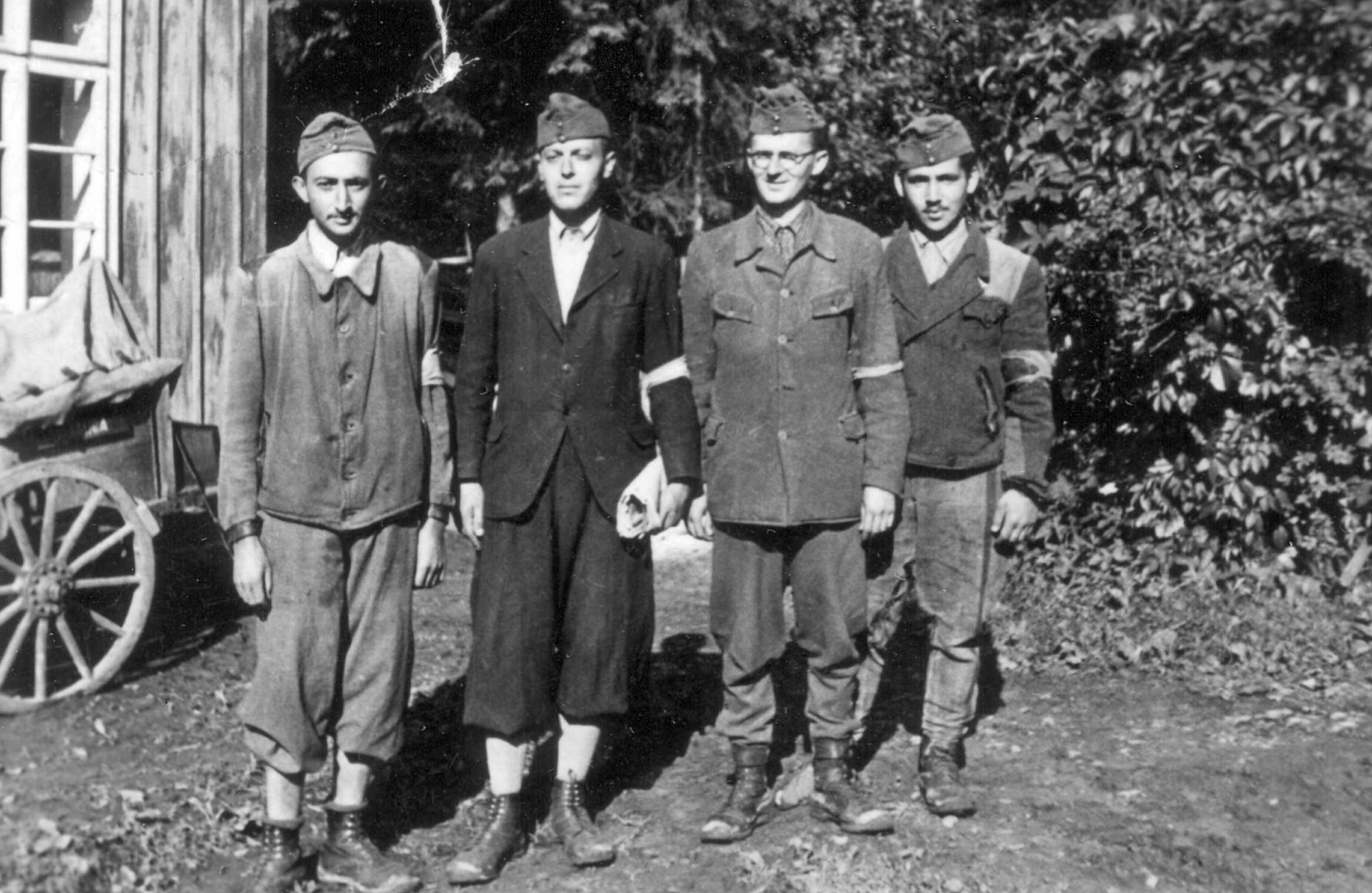
Рабочие трудовой службы на оккупированной Украине, 1943 год

С 1941 года трудовые батальоны начали направляться на службу также на оккупированные венгерскими войсками территории. При этом за пределы Венгрии отправлялись подразделения, укомплектованные почти исключительно евреями, при этом евреи, принявшие христианство, в основном оставались внутри страны. Послабления в службе и помощь от христианской церкви стимулировали многих евреев призывного возраста принять христианство, в то время как оставшиеся в иудейском вероисповедании подвергались всё более жесткой дискриминации и издевательствам. 123 рабочим удалось сбежать в СССР в мае-июне 1941 года, когда они вблизи Ясиня (венг. Kőrösmező) строили дорогу вдоль советской границы. После начала войны и вторжения еврейские рабочие бежали к советским партизанам. По словам ответственных венгерских должностных лиц побеги были следствием очень тяжелого физического труда, унижения и дискриминации.
В приказе № 15 802 от 17 марта 1942 года министр обороны указал, что 10 % призванных должны составлять евреи и что все еврейские трудовые роты должны быть использованы в зонах военных операций. В соответствии с секретным приказом Минобороны от 22 апреля 1942 года, не менее 10-15 % из призываемых на трудовую службу должны были составлять люди обеспеченные и занимавшие положение в обществе, даже если их возраст превышал максимально установленный для отправки на фронт (42 года). Для этого в Минобороны составлялись специальные списки, в том числе и по доносам «патриотов». Многие из набранных на основе этих списков, были непригодны для тяжёлого труда или любой другой службы. Некоторые были пожилыми или страдали различными заболеваниями. Отдельное исключение составляли «специальные» или «карательные» трудовые роты, которые отправлялись на передовую. Члены этих рот набирались из противников режима, в том числе коммунистов, часто — из политзаключённых, среди них тоже было много евреев. По данным Генерального штаба, по состоянию на 24 марта 1942 года таких насчитывалось 14 269 человек. Эти части использовались в том числе как «смертники» (например, для проходов по минным полям), и возвращение их на родину не планировалось.
Около 50 тысяч служащих трудовых батальонов в 1942 году были отправлены на Восточный фронт в составе Второй венгерской армии под командованием генерала Густава Яни. Они были задействованы в различных работах включая расчистку и обслуживание дорог, уборку снега, погрузку и разгрузку боеприпасов,
продовольствия и других материалов, строительство военных укреплений и разминирование.
Подразделениями трудовой службы руководили офицеры венгерской армии, часто — призванные из запаса правые радикалы, которые полагали, что с «решением еврейского вопроса» они смогут вернуться домой. Ещё в самой Венгрии они получали устные инструкции как им следует обращаться с евреями. Так, полковник Липет (Метцль) Мурай, известный как «палач Надьката», который отправил из вербовочного центра в Надьката 10-12 трудовых рот, якобы приказал командирам рот не возвращать своих подчинённых домой живыми, поскольку они были врагами государства. Кроме проблем с обмундированием, офицеры систематически присваивали продовольственные пайки рабочих, которые часто затем продавали им же за деньги или долговые обязательства, которые затем погашались их семьями. Тысячи человек умерли от жестокого обращения, голода, холода и болезней. В одном из таких подразделений в лагере на территории Украины в январе 1943 года умер известный писатель и журналист Дьёрдь Балинт. Издевательства над рабочими и массовые пытки стали системой.
Были зафиксированы случаи массовых убийств членов трудовых батальонов венгерскими военными. Например, командир батальона 105/4 старший лейтенант запаса Дьёрдь Кауцкий открыто объявил цель уничтожить рабочих этого подразделения. К началу октября 1942 года 96 служащих было расстреляно, из них более 30 — собственноручно командиром. Весной 1943 года в городе Коростень на оккупированной территории Украины больных тифом (в основном рабочих-евреев) из больницы переселили в хозпостройки колхоза «Дорошичи» в 10 км от города. В ночь на 29 апреля солдаты подожгли сарай с примерно 600 больными, облив его бензином, и расстреляли тех, кому удалось выбраться из огня. Документально зафиксировано несколько аналогичных массовых убийств с сотнями жертв в каждом случае. Из-за садизма охранников, отсутствия снаряжения и надлежащего лечения небоевые потери во многих подразделениях трудовой службы доходили до 60-70 %.
Однако кроме этого были венгры, которые защищали евреев, а также польское и украинское население от немецких репрессий. Недовольство немцев венгерскими военными в связи с этим отмечается в ряде отчётов полиции безопасности и СД. Дополнительным источником конфликта стали зверства немецких солдат, полицейских и подразделений безопасности в отношении еврейских рабочих трудовой службы, иногда в сговоре с ультраправыми венграми. Эксцессы были настолько вопиющими, что протест немцам 5 апреля 1943 года выразило Министерство обороны Венгрии. Американский историк Рэндольф Брэм отмечает, что на территории Украины венгерские военные и еврейские рабочие трудовой службы имели возможность получить информацию о массовых убийствах евреев немцами, в том числе о резне венгерских евреев в Каменец-Подольске в конце августа 1941 года. Информация об этих событиях была одним из первых сообщений на Западе о нацистских преступлениях и опубликована в американской прессе.
В ходе разгрома Второй армии в результате советского наступления в январе 1943 года трудовые батальоны понесли огромные потери. Согласно отчету Генерального штаба венгерской армии, в 1943 году потери личного состава трудовой службы составили 23 308 человек, из них 2158 человек убитыми, 716 ранеными и больными; 1591 человек попали в плен, 18 843 человека пропали без вести. В начале 1943 г. под Воронежем пропал без вести (предположительно, погиб) мобилизованный на трудовую службу венгерский писатель еврейского происхождения Енё Рейтё (Рейх), символическая могила которого находится на венгерском воинском кладбище в селе Рудкино. Всего, по данным Encyclopedia of Camps and Ghettos, 1933–1945, из 50 тысяч членов трудовых батальонов, дислоцированных на Украине, только 6—7 тысяч человек вернулись в Венгрию. Рэндольф Брэм считает официальные цифры потерь заниженными. При этом, несмотря на унижения и дискриминацию, отступающие остатки трудовых рот в целом поддерживали дисциплину и дух товарищества лучше, чем венгерские солдаты. Это признавали венгерские командиры начиная с нижнего звена и до самого командующего Второй армией генерала Яни.
Начальник Генштаба венгерской армии (1941—1944) генерал Ференц Сомбатхейи в 1945 году сделал вывод о том, что «еврейский вопрос» оказал на армию катастрофическое разлагающее воздействие. Любые попытки обеспечить законность массово саботировались, и, по его словам, если бы был отдан приказ вернуть евреев с фронта в Венгрию, их бы просто убили.

## Смена руководства и реформирование трудовой службы
24 сентября 1942 года новым министром обороны был назначен генерал Вилмош Надь. Перед назначением Надя 31 июля 1942 года парламентом был принят новый закон № XIV, который подкреплял и развивал дискриминационные положения закона 1939 года, поскольку для определения «еврея» использовался расистский Третий антиеврейский закон. Проводить в жизнь этот закон пришлось новому министру обороны.
Тем не менее, именно Вилмош Надь после инспекции войск на Восточном фронте выступил в ноябре 1942 года с инициативой ликвидации отношений противоречащих уставу и военным традициям. Генерал Надь назвал рабочих «ценными помощниками боевых сил» и потребовал от командиров относиться к ним гуманно и справедливо. Также он ликвидировал произвол в призыве на трудовую службу, демобилизовал тех рабочих, кому исполнилось 42 года, уволил больных и инвалидов, назначил новое руководство трудовой службы. При выступлении в парламенте Надь заявил, что для того чтобы добиться производительного труда рабочих трудовой службы необходимо обеспечить их всем необходимым и прекратить делать из этой службы наказание.
В результате работы нового командования в части контроля и надзора общее положение, условия труда, снабжение и лечение в подразделениях трудовой службы в 1943 году несколько улучшились. Этому способствовало также назначение 10 марта 1943 года на пост премьер-министра умеренно-консервативного политика Миклоша Каллаи. Например, осенью 1943 года было введено положение, что вдовам и сиротам погибших на трудовой службе выплачивается пенсия так же, как за погибших на военной службе.
12 июня 1943 года под давлением правых радикалов Вилмош Надь был уволен с поста министра обороны. Сменивший Надя новый министр обороны генерал Лайош Чатай был профессиональным военным и продолжил наводить порядок в армии в том числе и части трудовой службы. Поскольку указания Надя о корректном обращении с еврейскими рабочими трудовой службы за пределами Венгрии массово игнорировались низовыми командирами, Чатай переиздал директивы Надя и пригрозил отдать нарушителей под трибунал.
Осенью 1943 года правительство Каллаи делало слабые попытки вывести Венгрию из явно проигрышной войны. Центристские и левоцентристские политики от нескольких партий в парламенте выражали общее недовольство сложившейся ситуацией и антиеврейской политикой, в частности. Они требовали, среди прочего, отмены антиеврейских законов как противоречащих Конституции, ликвидации системы трудовой повинности и возвращения евреев в регулярные воинские части. В качестве одной из мер для успокоения общественного мнения правительство уволило и отдало под суд некоторых военных, виновных в массовых издевательствах и убийствах, в том числе генерала Ференца Фекетехальми-Цейднера. Все они были реабилитированы после немецкой оккупации Венгрии.
Сложная ситуация как на фронте, так и в тылу требовала много рабочей силы. В связи с этим власти приняли решение о расширении и централизации различных типов подразделений трудовой службы, которые действовали внутри и за пределами страны. К лету 1943 года более 800 000 человек проходили военную трудовую службу в рамках вооружённых сил:
- Военно-трудовые роты (венг. Katonai munkdsszdzadok), состоящие из венгров и национальных меньшинств Венгрии;
- Государственные трудовые батальоны (венг. Kézérdekit munkaszolgdlatos zdszloaljak);
- Вспомогательные (еврейские) трудовые роты (венг. Kisegité [zsidé] munkasszdzadok).

По решению регента Хорти 4 ноября 1943 года эти три основные системы трудовой службы были переданы под центральное командование недавно созданной Трудовой организации национальной обороны (венг. Honvédelmi Munkaszervezet). В Министерстве обороны был создан Трудовое управление (венг. Munkaiugyi Csoport), который возглавил генерал-лейтенант Густав Хенни.

## В немецких концлагерях
Немецкая «Организации Тодта», остро нуждавшаяся в рабочей силе, в феврале 1943 года попросила венгерские власти направить 10 тысяч еврейских рабочих для использования на руднике «Бор» в Югославии на прииски по добыче меди. Этот рудник поставлял около половины всей меди для немецкой военной промышленности. Кроме этого немцы также попросили выделить 4000 «трудармейцев» для работы на верфях в Таллине. Генерал Надь был против отправки еврейских рабочих немцам, но после его увольнения с поста министра обороны вопрос в целом был решено положительно. Окончательное соглашение было подписано 2 июля 1943 года. В рамках этого соглашения Венгрия отправляла на рудник «Бор» еврейских рабочих, а Германия оплачивала их труд поставками в Венгрию медной руды. В итоге в 1943—1944 г.г. в «Бор» было отправлено 6200 еврейских рабочих (в том числе 600 евреев из Бачки, зоны венгерской оккупации Воеводины).
Рабочие на приисках жили на положении заключённых под общим надзором немецких властей, но под непосредственным командованием и охраной венгерских солдат. Рабочий день составлял 11 часов. Лагерная жизнь еврейских рабочих сопровождалась наказаниями, обысками, грабежами. У них отнимали обувь для профилактики побегов, а на одежду заставляли пришивать «желтую звезду». Работа была крайне тяжелой и проходила в нечеловеческих условиях, иногда по колено в воде, а воздух был наполнен пылью и взрывоопасным газом. В бараках стояли трехъярусные нары, туалетов почти не было, одежда была рваной. Питание состояло в основном из хлеба в количестве 700 грамм в день на человека и порции жидкого супа. В свободное время, включая воскресенья, рабочих часто отправляли рубить дрова для
кухни или выполнять ремонтные работы в зданиях. За малейшие нарушения их подвергали жестоким наказаниям. В преддверии наступления партизан и армий союзников в августе — начале сентября 1944 года евреи были отправлены из Бора. Примерно половина из них были убиты во время «марша смерти» в Венгрию или в немецких концлагерях. Во время одного из таких переходов возле города Веспрем в конце октября 1944 года был убит конвоиром известный поэт Миклош Радноти. Часть таких отрядов были перехвачены и освобождены югославскими партизанами.
После того как Германия оккупировала Венгрию в марте 1944 года, трудовая служба стала убежищем для тысяч евреев, которые в противном случае были бы депортированы в лагеря смерти. При этом, с одной стороны, есть факты массового призыва евреев на трудовую службу с целью спасения от депортации, а с другой — отправки некоторых подразделений «трудармейцев» в Освенцим. Министерство обороны и армия, которые были источником проблем и страданий в предыдущие 5 лет, оказались единственными государственными учреждениями, спасающими евреев. Капитан Ласло Очкай был одним из немногих офицеров, которые сделали из трудового батальона убежище для спасения евреев.
После отставки Миклоша Хорти и прихода к власти нацистской партии «Скрещенные стрелы» в октябре 1944 года положение евреев резко ухудшилось Менее чем через неделю после захвата власти партией «Скрещенные стрелы» в октябре 1944 года новый министр обороны Карой Берегфи издал приказ о призыве на трудовую службу всех еврейских мужчин от 16 до 60 лет и еврейских женщин в возрасте от 16 до 40 лет. 26 октября он санкционировал передачу немцам десятков тысяч еврейских рабочих для строительства военных укреплений. 6 ноября группа из примерно 25 000 будапештских евреев была направлена пешком в сторону Хедьешхалома у австрийской границы. Ещё более 50 000 человек последовали за этой группой позднее. Таким путем новое правительство практически упразднило сам институт трудовой службы, передав немцам контроль как над призванными в армию, так и над гражданскими евреями, включая не только мужчин, но и женщин. Всего венгерские власти передали немцам «взаймы» до конца войны 76 209 евреев. При этом депортации евреев в концлагеря не прекращались.
Вместе с другими подневольными рабочими около 75 000 евреев работали у подножия Альп, строя линию обороны зимой 1944—1945 г.г. Выдающийся писатель Антал Серб был забит до смерти охраной в январе 1945 года в концлагере Балф. После начала наступления Красной армии судьба этих подневольных рабочих не отличалась от узников концлагерей: их убивали на месте либо под конвоем гнали на запад, в частности в Маутхаузен и Гунскирхен, убивая по дороге больных и обессиленных.

## Потери

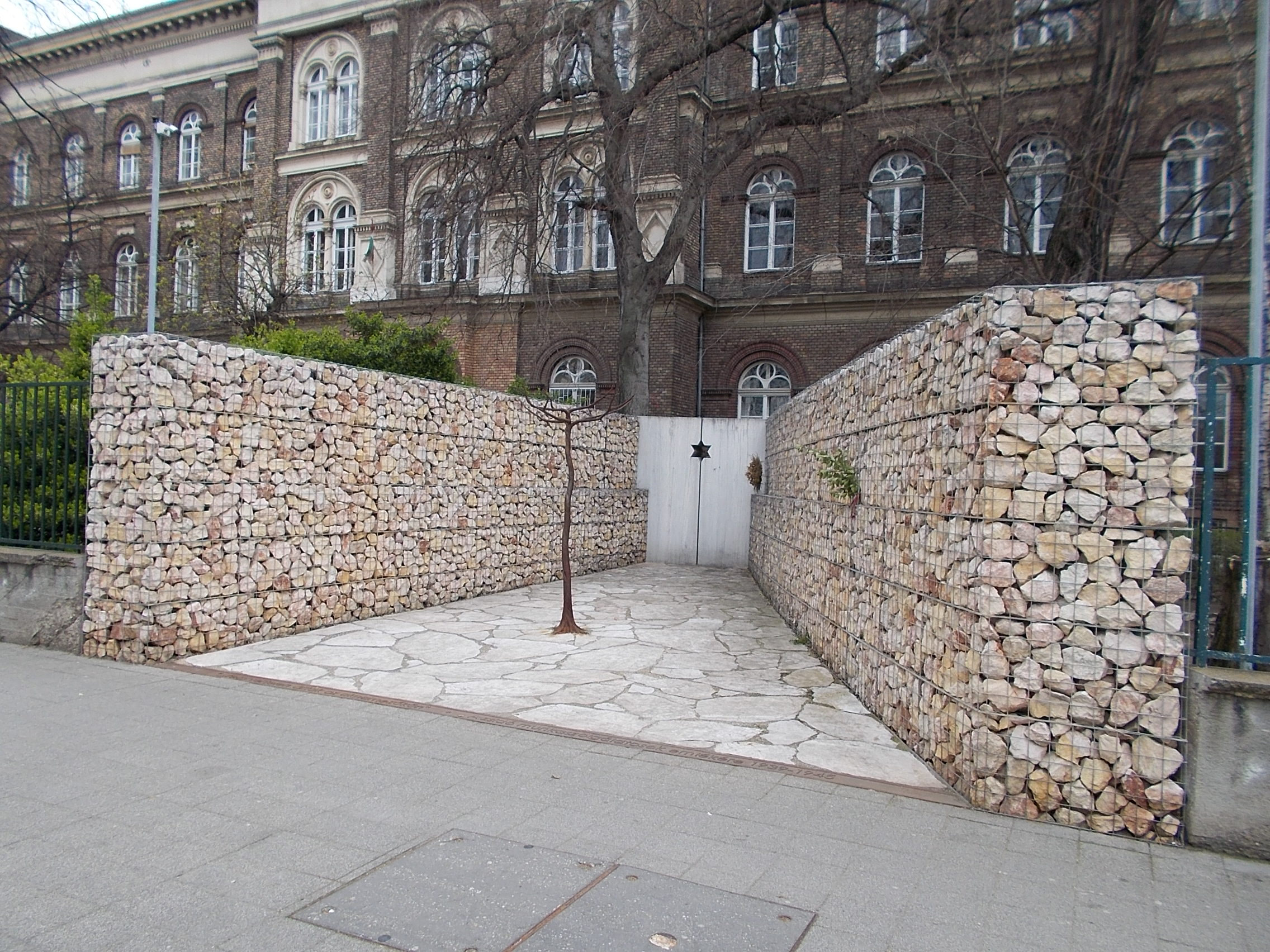
Памятник жертвам Трудовой службы в Будапеште

По оценке венгерского историка Сабольча Ситы, около 25 тысяч членов трудовых батальонов попали в плен или перешли на сторону Красной армии. Рэндольф Брэм оценил количество венгерских евреев, попавших в советский плен, от 20 до 30 тысяч. По словам выживших, в советском плену к ним относились как врагам, не делая разницы между воевавшими с оружием в руках и подневольными безоружными рабочими. Кристиан Унгвари отмечает, что значительная часть попавших в плен погибла. В советских документах есть сведения об освобождении с 1943 по 1946 годы 3602 военнопленных-евреев.
По разным данным, полные потери трудовых батальонов (погибшие, попавшие в плен, пропавшие без вести, убитые своими) составили от 40 до 43 тысяч человек. Доктор исторических наук Сергей Филоненко утверждает, что только на одном из кладбищ в Рудкино Воронежской области захоронено более 2000 евреев. По оценке Кристиана Унгвари, погибло также около 25 тысяч еврейских рабочих, направленных на строительство укреплений на венгерско-австрийской границе осенью 1944 года.
Как пишет сербский историк Милован Писарри, «помимо дегуманизации, полного исключения из общественной жизни и грабежа собственности, принудительный труд евреев представлял последний шаг перед их уничтожением». Согласно официальной позиции израильского Мемориального комплекса истории Холокоста «Яд ва-Шем», члены трудовых батальонов считаются жертвами Холокоста.
В современной Венгрии продолжаются обсуждение и оценки трудовой службы. Так между историком Кристианом Унгвари и юристом-социологом Тамашем Чаподи в 2013 году возникла дискуссия относительно оценки бывшего служащего трудового батальона Элемера Саллаи, который в своих мемуарах назвал трудовую службу «передвижным местом казни» (венг. Mozgó vesztőhely). Унгвари оспорил эту оценку опираясь на долю выживших в боях на Дону, а Чаподи поддержал её, обратив внимание на массовые убийства в самой венгерской армии и высокую долю погибших на руднике «Бор».